# UseeTV
UseeTV (IndiHome TV, dawniej Groovia TV) – indonezyjska usługa telewizji IPTV. Została uruchomiona w 2014 roku.
Właścicielem UseeTV jest Telkom Indonesia.